# Memo (remador)
Memo (nascido em 8 de janeiro de 1995) é um remador Indonésio. Ele disputou as Olimpíadas de 2016 no Rio de Janeiro, na categoria masculina Skiff simples . É um dos primeiros remadores indonésios que participaram dos Jogos Olímpicos, juntamente com o Dewi Yuliawati. Ele se classificou para as Olimpíadas por causa de seu desempenho em 2016 Ásia & Oceania Continental Qualificação Regata em Chungju, Coreia do Sul.